# Calcarele cu hippuriți de la Cisnădioara
Calcarele cu hippuriți de la Cisnădioara („Piatra Broaștei”) este o arie protejată (monument al naturii) de interes național ce corespunde categoriei a III-a IUCN (rezervație naturală de tip paleontologic), situată în sudul Transilvaniei, pe teritoriul județului Sibiu.

## Localizare
Aria naturală se află în sudul județului Sibiu, pe teritoriul administrativ al orașului Cisnădie, în partea sud-vestică a satului Cisnădioara (Valea Argintului), în imediata apropiere de drumul județean DJ106D (Cisnădie - Cisnădioara).

## Descriere
Rezervația naturală a fost declarată arie protejată prin Legea Nr.5 din 6 martie 2000 (privind aprobarea Planului de amenajare a teritoriului național - Secțiunea a III-a - zone protejate, publicată în Monitorul Oficial al României, Nr.152 din 12 aprilie 2000) și are o suprafață de un hectar. 
Aria naturală (cunoscută și sub denumirea de „Piatra Broaștei”) reprezintă o stâncă sculptată în rocă (rezultată în urma mai multor procese de eroziune desfășurate de-a lungul timpului: îngheț-dezgheț, vânt, spălare, șiroire) și alcătuită din calcare cretacice; un imens recif coralier cu resturi fosile de moluște cu branhii în formă de lamelă (lamelibranhiate), corali și resturi de pești. 